# 季霍諾維奇
51°56′46″N 32°10′37″E / 51.94611°N 32.17694°E
吉洪諾維奇，是烏克蘭北部切爾尼戈夫州科留基夫卡区斯诺夫斯克市镇的村莊，始建於1736年，面積6.27平方公里，海拔高度137米，2001年人口855，人口密度每平方公里136.4人。